# Parafia św. Andrzeja Boboli w Swarożynie
Parafia św. Andrzeja Boboli w Swarożynie – rzymskokatolicka parafia z siedzibą w Swarożynie, należąca do dekanatu Tczew diecezji pelplińskiej.

## Zasięg parafii
Do parafii należą wierni z miejscowości: Goszyn, Liniewko, Młynki, Polesie, Szpęgawsk, Waćmierek, Waćmierz, Wędkowy, Zabagno, Zduny i Zwierzynek. Tereny te znajdują się w gminie Tczew, w powiecie tczewskim, w województwie pomorskim.